# Noget om det danske sygehusvæsen
Noget om det danske sygehusvæsen er en debatfilm instrueret af Henning Carlsen efter eget manuskript.

## Handling
Op gennem 1990'erne blev tilstandene på de danske hospitaler et presserende debatemne. I dagspressen steg hyppigheden af indslag om ventetider og beskæringer, uden at de mange 'case-stories' gjorde befolkningen meget klogere på årsagerne til problemerne. Under femten kapiteloverskrifter får en række professionelle med erfaringer fra sygehusvæsenet – læger, sygeplejersker, institutledere, professorer – mulighed for at tale om det, der efter deres mening er væsentlige temaer. Filmen går grundigt til værks og hæver sig over de daglige politiske trakasserier i et forsøg på at analysere sig frem til nogle dybere forklaringer på krisen i sundhedssektoren. Står det virkelig så galt til? Og hvordan kan tingene blive bedre?